# Vạn Sơn
Vạn Sơn (chữ Hán giản thể: 万山区, bính âm: Wànshān Qū) là một khu thuộc địa cấp thị Đồng Nhân, tỉnh Quý Châu, Cộng hòa Nhân dân Trung Hoa. Khu này có diện tích 839 km², dân số năm 2018 là 132.700 người, mã số bưu chính là 554200. Chính quyền khu đóng tại nhai đạo Tạ Kiều.

## Phân chia hành chính
Đặc khu này có 4 nhai đạo, 1 trấn và 6 hương dân tộc.
- Nhai đạo: Tạ Kiều, Trà Điếm, Nhân Sơn, Đan Đô.
- Trấn: Vạn Sơn.
- Hương dân tộc: Cao Lâu Bình (người Đồng), Hoàng Đạo (người Đồng), Ngao Trại (người Đồng), Hạ Khê (người Đồng), Ngư Đường (người Đồng-Miêu), Đại Bình (người Đồng-Thổ Gia-Miêu).